# Zlew Einsteina

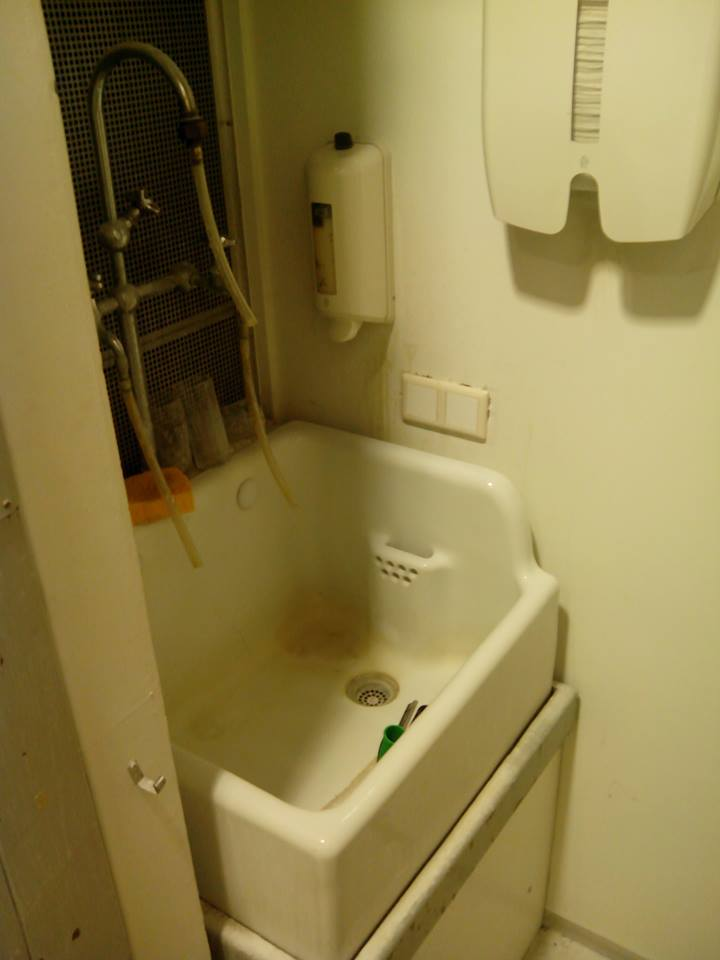
Zlew Einsteina

Zlew Einsteina to zlew używany przez wykładowców fizyki na uniwersytecie w Lejdzie od 1920. Pierwotnie zlew stał w dużej sali wykładowej starego laboratorium Kamerlingh Onnes. Został przeniesiony do nowego budynku, kiedy fizycy przeprowadzili się na wydział nauk przyrodniczych w 1977. Tam znajduje się do dziś w głównej sali wykładowej i służy kontynuowaniu tradycji mycia rąk odwiedzających uczelnię słynnych naukowców. Krótka lista użytkowników zlewu składa się z Paula Ehrenfesta, Heike Kamerlingha Onnesa, Hendrika Antona Lorentza i Alberta Einsteina oraz ze współczesnych noblistów takich jak Brian Schmidt i Albert Fert.